# Budai Nagy Antal-negyed
A Budai Nagy Antal-negyed egy kisméretű marosvásárhelyi városrész a Poklos-patak középső szakasza mentén, az Alsóváros és a Tudor-negyed közé ékelődve. Vegyesen kertesházakkal és négyemeletes tömbházakkal épült be.

## Története
A 19. század végén itt földművesek laktak, akik a város mezőgazdasági földterületét (mely a mai Tudor-negyed és Kövesdomb helyén volt) művelték. Erre utalnak a máig fennmaradt utcanevek is, például Kertész (Grădinarilor) vagy Vető (Semănătorilor). A városrészt délről és keletről határoló Wesselényi (ma Predeal), illetve Dósa Elek (ma Budai Nagy Antal) utcák jelképezték akkoriban a város határát.
A negyed kertvárosi jellegén nem változtattak a 20. század elején épült földszintes családi házak, az 1970-es években épült négyemeletes tömbházak azonban formabontást okoztak.

## Leírása
Délről a Kövesdomb, keletről a Tudor-negyed, északról a Hosszú utca, nyugatról a Dózsa György utca határolja.

### Főbb létesítmények
- 2-es számú poliklinika
- Gyermekpszichiátriai klinika
- Dacia (régi nevén 10-es számú) iskola